# 마테오 시모니
마테오 시모니(프랑스어: Matteo Simoni, 1987년 9월 3일 ~ )는 벨기에의 배우이다.

## 출연 작품
- 더 레이서 (2020)
- 트리오 (2019)
- 팻저 (2018)